# 鈴木千久馬

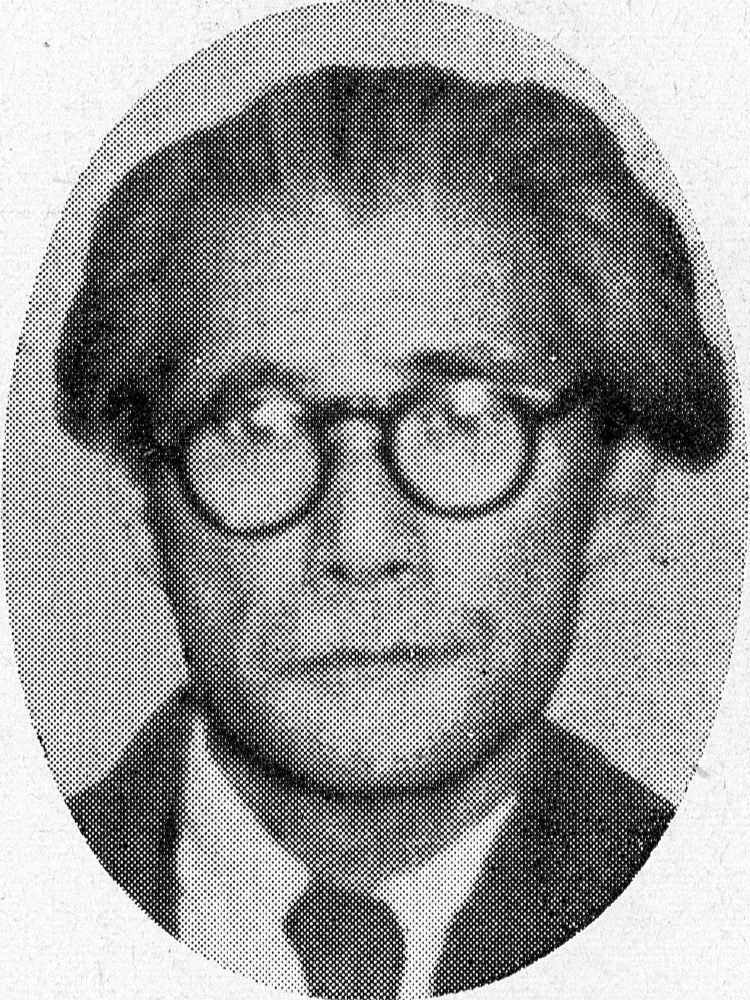
鈴木千久馬

鈴木 千久馬（すずき ちくま、1894年〈明治27年〉7月23日 - 1980年〈昭和55年〉9月7日）は、日本の洋画家。日本芸術院会員。「日本的フォーヴ」と呼ばれた独特な画境で知られる。

## 経歴
福井県福井市出身。1921年東京美術学校西洋画科卒、「緑蔭にて」で第3回帝展に入選。1925年「寝椅子の裸婦」で第6回特選。1930年帝展審査員となる。1935年多摩美術大学教授、1936年文展委員。1937年新文展審査員。1941年中野和高らと創元会を創立。1950年日展運営会参事（- 1958年）。1957年日本芸術院賞受賞。1972年日本芸術院会員。1974年勲三等瑞宝章受章。
『鈴木千久馬作品集』（美術出版社、1969）がある。